# Collegium Hungaricum Wien
Collegium Hungaricum Wien (ungerska: Collegium Hungaricum Bécs, tyska: Collegium Hungaricum Wien) är Ungerns kulturinstitut i Wien. Det grundades 1924, och sedan har det varit den viktigaste förmedlaren av ungersk kultur, utbildning och vetenskap i landet. Dess främsta uppgift är att främja och sprida det ungerska kulturarvet, innovation och konstnärliga och vetenskapliga prestationer till ungrare i Österrike, den österrikiska och den internationella allmänheten. Genom sin verksamhet främjar den kulturell dialog mellan Ungern och Österrike, stöder samarbete inom utbildning, vetenskap och konst mellan de två länderna och bidrar till att bevara de kulturella värdena i ungerska samhällen i och utanför Ungern och till att stärka relationerna mellan dessa samhällen.
Collegium Hungaricum i Wien är ett av de största av de 26 ungerska kulturinstituten (Liszt-instituten och Collegium Hungaricums) i 24 länder runt om i världen, med åtta våningar och 9 anställda. Förutom kontor och stipendielägenheter rymmer byggnaden även ett 188 kvm stort utställningsutrymme, ett bibliotek med 13.000 volymer, ett seminarierum och en teater/musiksal med 110 platser. Den ungerska skolföreningen i Wien är belägen på fjärde våningen i institutet. Ministeriet för Kultur och Innovation ansvarar för den professionella övervakningen av instituten, medan Ministeriet för Utrikesfrågor och Handel tillhandahåller byggnaderna och driften.

## Institutets hundraårsjubileum
År 2024 firade Collegium Hungaricum i Wien 100-årsjubileet av de två CH:s grundande i samarbete med Collegium Hungaricum i Berlin. Jubileumsprogrammen i Wien fokuserade på personliga berättelser och nya forskningsrön. Forskningen avslöjade ett stort antal tidigare okända fotografier, tv-filmer och skriftliga dokument från österrikiska och ungerska arkiv. Programmen kommer att fortsätta under 2025 som en del av Klebelsbergs minnesår.